# Cancoillote
De Cancoillote (Luxemburgs: Kachkéis) is een Franse kaasspecialiteit, die vooral in Luxemburg, de Elzas en de Franche-Comté te vinden is en daar ook geproduceerd wordt. Dit is hetzelfde gebied als waar bijvoorbeeld de Comté AOC en de Morbier AOC vandaan komen.
De Cancoillote kent al een lange geschiedenis, maar een grote sprong is gemaakt in de jaren 20 van de 20e eeuw, toen een manier om de kaas industrieel aan te maken ontwikkeld is. De kaas wordt gemaakt op basis van ontroomde melk en heeft daardoor ook een laag vetgehalte.
De melk wordt bij ontvangst afgeroomd en gepasteuriseerd. Vervolgens wordt stremsel toegevoegd en na 8 uur wordt de wrongel afgegoten en in vormen geperst. De wrongel blijft 10 uur in de vorm, de er nog uitlopende wei wordt afgevoerd. Vervolgens wordt de wrongel uit de vorm genomen en is er een witte, verse kaas. De verse kaas wordt verkruimeld. Aan de verkruimelde kaas wordt (gepasteuriseerde) boter toegevoegd (5-13%) en samen worden ze gesmolten. Na afkoeling wordt de kaas in bekers verpakt.
De Cancoillote is een soort smeerkaas, die ook nog in vele smaakjes beschikbaar is. Smaken kunnen gecreëerd worden door in de stap voor het verhitten van boter en verse kaas kruiden of bijvoorbeeld witte wijn toe te voegen.